# Фонд свободного программного обеспечения
Фонд свобо́дного програ́ммного обеспе́чения (англ. Free Software Foundation, сокращённо FSF) — некоммерческая организация, основанная в октябре 1985 года в Бостоне, штат Массачусетс Ричардом Столлманом для поддержки движения свободного программного обеспечения и, в особенности, проекта GNU.
Со времени своего основания и до середины 1990-х средства Фонда использовались в первую очередь для найма разработчиков для написания свободных программ. Начиная с середины-конца 1990-х, свободное программное обеспечение создаётся многими компаниями и частными лицами, поэтому сотрудники и добровольцы Фонда работают в основном над юридическими и организационными вопросами в области свободного ПО.
В 2019 году основатель фонда Ричард Столлман покинул пост президента фонда.
После того как Ричард Столлман покинул пост, исполнительным директором стал Джон Салливан.
21 марта 2021 года Ричард Столлман объявил о своём возвращении в Совет директоров фонда.

## Текущая работа Фонда
Проект GNUХотя изначальной целью Фонда было продвижение идеалов свободного ПО, эта организация также руководит разработкой операционной системы GNU.
Слежение за выполнением GPLФонд свободного программного обеспечения имеет необходимые средства и желание для того, чтобы отслеживать выполнение условий GNU General Public License (GPL) и других лицензий GNU. Однако Фонд делает это только для тех программ, авторскими правами на которые он владеет. Программы, распространяемые на условиях GPL, но не принадлежащие Фонду, могут быть защищены только их владельцами, поскольку Фонд не имеет нужного юридического статуса для этого. Фонд разбирает около 50 случаев нарушения GPL в год и пытается заставить нарушителей соблюдать условия лицензии, не прибегая к судебным разбирательствам.
Лицензии GNUангл. GNU GPL — наиболее часто используемая лицензия для свободных программ. Текущая (третья) версия была опубликована 29 июня 2007 года. Также Фонд разработал лицензии GNU LGPL, GNU FDL и GNU AGPL (GPL версии 3).
Защита авторских правФонд владеет авторскими правами на бо́льшую часть программного обеспечения GNU, а также на некоторые не-GNU программы. От любого человека, делающего вклад в пакеты GNU, Фонд требует письменное заявление о передаче авторских прав, чтобы иметь возможность защищать программы в суде в случае возникновения спора. Кроме того, это позволяет при необходимости менять лицензию на ту или иную работу, не связываясь с каждым из разработчиков, когда-либо сделавших вклад в программу.
GNU PressИздательство Фонда, отвечающее за «публикацию недорогих книг по информатике с использованием свободно распространяемых лицензий».
Free Software Directory — каталог свободного ПОЭто перечень программных пакетов, которые были идентифицированы как свободное программное обеспечение. Каждая запись в каталоге содержит 47 полей, включающих такую информацию, как веб-сайт проекта, имена разработчиков, используемый язык программирования и т. п. Цель каталога — служить поисковой системой по свободному ПО, а также источником информации о том, была ли определённая программа проверена на соответствие критериям свободного ПО. Для этого проекта Фонд получил небольшое количество денежных средств от ЮНЕСКО. Фонд надеется, что в будущем каталог будет переведён на многие языки мира.
Поддержка определения свободного ПОФонд поддерживает многие из документов, определяющих движение свободного программного обеспечения.
Юридическое образованиеФонд проводит семинары о юридических аспектах использования GPL, а также предлагает консультации для юристов.
Хостинг проектовФонд предоставляет хостинг проектам посредством своего веб-сайта Savannah.
Ежегодные награды
- Free Software Award for the Advancement of Free Software — премия за продвижение свободного программного обеспечения.
- Free Software Award for Projects of Social Benefit — премия свободного ПО за социально значимые проекты.

## Структура

### Членство
25 ноября 2002 года Фонд запустил программу Ассоциированного членства (англ. FSF Associate Membership) для частных лиц. В марте 2005 года Фонд насчитывал более 3400 ассоциированных членов. 5 марта 2003 года для коммерческих организаций была запущена программа Корпоративного патронажа (англ. Corporate Patron). По состоянию на апрель 2004 года Фонд имел 45 корпоративных патронов.

### Организация

#### Совет директоров
- Джеффри Кнаут (англ. Geoffrey Knauth), старший разработчик ПО в SFA, Inc.;
- Лоуренс Лессиг (англ. Lawrence Lessig), профессор права в Стэнфордском университете;
- Эбен Моглен (англ. Eben Moglen), профессор права и истории юриспруденции в Колумбийском университете;
- Генри Пуль (англ. Henri Poole), основатель консалтинговой фирмы CivicActions;
- Джеральд Сассман (англ. Gerald Sussman), профессор информатики в Массачусетском технологическом институте;
- Ричард Мэттью Столлман (англ. Richard Matthew Stallman), основатель проекта. Вышел из проекта в 2019, однако вернулся в 2021[8].

#### Другие должности
- Питер Браун (англ. Peter T. Brown), исполнительный директор (был Менеджером соответствия GPL до февраля 2005 года);
- Эбен Моглен (англ. Eben Moglen), общий советник;
- Дэн Рэвишер (англ. Dan Ravicher), старший советник;
- Дэвид «Novalis» Тёрнер (англ. David Turner), инженер соответствия GPL;
- Джон Салливан: администратор программ;
- Тэд Тиа (англ. Ted Teah), сопровождающий Free Software Directory;
- Джошуа Гинсберг (англ. Joshua Ginsberg), старший системный администратор;
- Джастин Боу (англ. Justin Baugh), старший системный администратор;
- Вард Вандевеге (англ. Ward Vandewege), старший системный администратор (не полностью занят);
- Тони Вичорек (англ. Tony Wieczorek), ассистент программ.

#### Бывшие сотрудники
- Джонатан Арцено (англ. Jonathan Arcenaux), хакер GNU, Emacs;
- Джеймс Блэр (англ. James E. Blair), старший системный администратор;
- Брэдли Кун (англ. Bradley M. Kuhn), исполнительный директор до февраля 2005 года;
- Лесли Проктор (англ. Leslie Proctor), пиар;
- Роберт Чассел (англ. Robet J. Chassell), основатель и казначей;
- Тим Ней (англ. Tim Ney), исполнительный директор в 1998—2001 годы;
- Томас Бушнелл (англ. Thomas Bushnell), хакер GNU, GNU Hurd;
- Роланд МакГрэт (англ. Roland McGrath), хакер GNU, glibc, make, GNU Hurd;
- Ян Мёрдок (англ. Ian Murdock), хакер GNU;
- Леонард Тауэр (англ. Leonard Tower), хакер GNU;
- Майк Хэртел (англ. Mike Haertel), хакер GNU, diff, grep;
- Пит ТерМаат (англ. Pete TerMaat), хакер GNU, gdb;
- Фил Нельсон (англ. Phil Nelson), хакер GNU;
- Джей Фенласон (англ. Jay Fenlason), хакер GNU, sed;
- Брайан Фокс (англ. Brian Fox), хакер GNU, bash;
- Нобоюки Хикити (англ. Noboyuki Hikichi), хакер GNU;
- Пол Рубин (англ. Paul Rubin), хакер GNU, cpp;
- Ариэль Риос (англ. Ariel Rios), хакер GNU, Guile;
- Рэнди Смит (англ. Randy Smith), хакер GNU, gdb;
- Джонатан Уоттерсон, организатор проекта цифровой речи;
- Лиза «Opus» Гольдштейн (англ. Lisa Goldstein), менеджер GNU Press;
- Пол Фишер (англ. Paul Fisher), старший системный администратор;
- Питер Салюс (англ. Peter Salus), вице-президент;
- Том Лорд (англ. Tom Lord), хакер GNU, GNU arch, sed, Движок регулярных выражений, функции GNU Oleo;
- Джанет Кэйси (англ. Janet Casey), сопровождающая Free Software Directory до августа 2005 года;
- Брайан Юманс (англ. Brian Youmans), офисный работник в 1996—2002 годах

В штаб-квартире в Бостоне, штат Массачусетс, обычно находятся около 10 сотрудников. Офисом руководит Питер Браун.

### Родственные организации
- В 1988 году Ричардом Столлманом была основана Лига за свободу программирования для объединения разработчиков как свободного, так и проприетарного программного обеспечения.
- В 2001 году в Германии был создан Европейский фонд свободного программного обеспечения (англ. Free Software Foundation Europe), который играет роль «точки соприкосновения» различных организаций свободного ПО в Европе.
- В 2003 году в Керале был создан Индийский фонд свободного программного обеспечения (Free Software Foundation of India).
- В 2005 году было объявлено о работе по созданию Латиноамериканского фонда свободного программного обеспечения (Free Software Foundation Latin America).

## Признание
- 1999 год: Премия Линуса Торвальдса (англ. Linus Torvalds Award) за открытое программное обеспечение[9]
- 2005 год: Премия Отличия Prix Ars Electronica в категории «Цифровые сообщества»[10][11]